# Comitatul Vas
Comitatul Vas, cunoscut și ca Varmeghia Vas (în maghiară Vas vármegye, în germană Komitat Eisenburg, în latină Comitatus Castriferreus), a fost o unitate administrativă a Regatului Ungariei și a Republicii Ungare din secolul XII și până în 1950. În anul 1920, prin Tratatul de la Trianon, teritoriul acestui comitat a fost împărțit între Ungaria, Austria și Regatul sârbilor, croaților și slovenilor. Teritoriul său se află actualmente în vestul Ungariei, estul Austriei și estul Sloveniei (Prekmurje). Capitala comitatului a fost orașul Szombathely (în croată Sambotel, în germană Steinamanger).

## Geografie
Comitatul Vas se învecina la vest cu landurile austriece Austria Inferioară și Stiria, la nord cu Comitatul Sopron, la est cu Comitatul Veszprém și la sud cu Comitatul Zala. El se află străjuit de râul Mura la sud, culmile Alpilor la vest și râul Marcal la est. Râul Rába curgea pe teritoriul comitatului. Suprafața comitatului în 1910 era de 5.474 km², incluzând suprafețele de apă.

## Istorie
Comitatul Vas este unul dintre cele mai vechi comitate din Regatul Ungariei, el fiind atestat încă din secolul XII. Granițele comitatului au fost rectificate de-a lungul vremii.
În 1918 (confirmată prin Tratatul de la Trianon), partea de vest a comitatului a devenit parte a noului land austriac Burgenland și o mică parte din sud-vest a devenit parte a nou-înființatului Regat al Sârbilor, Croaților și Slovenilor (care a fost redenumit Regatul Iugoslaviei în 1929). Restul teritoriului a rămas în Ungaria, făcând parte din comitatul Vas. O mică parte a fostului comitat Sopron a trecut la comitatul Vas. Unele sate de la nord de Zalaegerszeg au trecut la comitatul Zala și o mică parte de la vest de Pápa a trecut la comitatul Veszprém.
În anul 1950, comitatul Vas a fost desființat și majoritatea teritoriului său a format județul Vas din cadrul noului stat Ungaria.
Începând din 1991, când Slovenia a devenit stat independent de Iugoslavia, partea iugoslavă a fostului comitat Vas (cunoscută în limba slovenă ca Prekmurje) a devenit parte a Sloveniei. În 1919 acolo a fost proclamată temporar Republica Prekmurje, care a existat doar 6 zile, ca și Banatul de Leitha.

## Demografie
În 1891, populația comitatului era de 390.371 locuitori, dintre care: 
- Maghiari -- 197.389 (50,56%)
- Germani -- 125.526 (32,15%)
- Sloveni -- 47.080 (12,06%)
- Croați -- 18.197 (4,66%)

În 1910, populația comitatului era de 435.793 locuitori, dintre care: 
- Maghiari -- 247.985 (56,90%)
- Germani -- 117.169 (26,88%)
- Croați -- 16.230 (3,72%)

## Subdiviziuni
La începutul secolului 20, subdiviziunile comitatului Vas erau următoarele:
| Districte (járás)                          | Districte (járás)             |
| District                                   | Capitală                      |
| ------------------------------------------ | ----------------------------- |
| Celldömölk                                 | Celldömölk                    |
| Felsőőr                                    | Felsőőr --- Oberwart          |
| Körmend                                    | Körmend                       |
| Kőszeg                                     | Kőszeg                        |
| Muraszombat                                | Muraszombat --- Murska Sobota |
| Németújvár                                 | Németújvár --- Güssing        |
| Sárvár                                     | Sárvár                        |
| Szentgotthárd                              | Szentgotthárd                 |
| Szombathely                                | Szombathely                   |
| Vasvár                                     | Vasvár                        |
| Districte urbane (rendezett tanácsú város) |                               |
| Kőszeg                                     |                               |
| Szombathely                                |                               |

Orașele Oberwart și Güssing sunt în Austria; Murska Sobota este în Slovenia; restul orașelor menționate sunt pe teritoriul Ungariei.